# سارة بنت عبد العزيز آل سعود
سارة بنت عبد العزيز آل سعود (1916 - 2002) هي إحدى أكبر بنات عبد العزيز آل سعود، مؤسس المملكة العربية السعودية الحديثة.

## حياتها
وُلدت الأميرة سارة بنت عبد العزيز آل سعود في العاصمة الرياض بالمملكة العربية السعودية. أبوها هو الملك عبد العزيز آل سعود، وأمّها هي لجعة بنت خالد بن حثلين.
تزوجت الأميرة سارة بنت عبد العزيز آل سعود من الأمير فيصل بن سعد الأول بن عبد الرحمن، نجل سعد الأول بن عبد الرحمن بن فيصل آل سعود، الشقيق الوحيد للملك عبد العزيز. كان لديهم ثلاثة أبناء وثلاث بنات.

## التأثير
كانت الأميرة سارة ذات تأثير اجتماعي كبير لأنها كانت أقدم بنات الملك. ونتيجة لذلك، كانت تستضيف تجمعات عائلية أسبوعية في منزلها للملك وإخوته.